# Valeriana
Pour la cité maya, voir  Valeriana
Genre
Classification phylogénétique
Valeriana est un genre botanique qui comprend environ 200 espèces de plantes herbacées appartenant à l'ancienne famille des Valérianacées intégrées par les dernières classifications aux Caprifoliacées. Elles partagent, avec d'autres membres de la même famille, le nom commun de valériane.

## Répartition
Les espèces du genre Valeriana sont présentes sur tous les continents à l'exception de l'Antarctique.

## Liste des espèces
- Valeriana acutiloba
- Valeriana alliariifolia - Valériane à feuilles d'alliaire
- Valeriana apula - Valériane à feuilles de globulaire
- Valeriana celtica - Valériane celte
- Valeriana dioica - Petite valériane, Valériane dioïque
- Valeriana locusta synonyme : Valerianella locusta - Mâche ou doucette ou salade de blé...
- Valeriana montana - Valériane des montagnes
- Valeriana officinalis - Valériane des collines, Valériane officinale, Valériane à petites feuilles
- Valeriana phu - Valériane
- Valeriana pratensis - Valériane des prés
- Valeriana pyrenaica - Valériane des Pyrénées
- Valeriana rotundifolia - Valériane à feuilles rondes
- Valeriana saliunca - Valériane des débris
- Valeriana saxatilis - Valériane des rochers
- Valeriana supina - Valériane couchée
- Valeriana tripteris - Valériane à trois folioles
- Valeriana tuberosa - Valériane tubéreuse
- Valeriana uliginosa - Valériane des tourbières
- Valeriana versifolia - Valériane à feuilles diverses

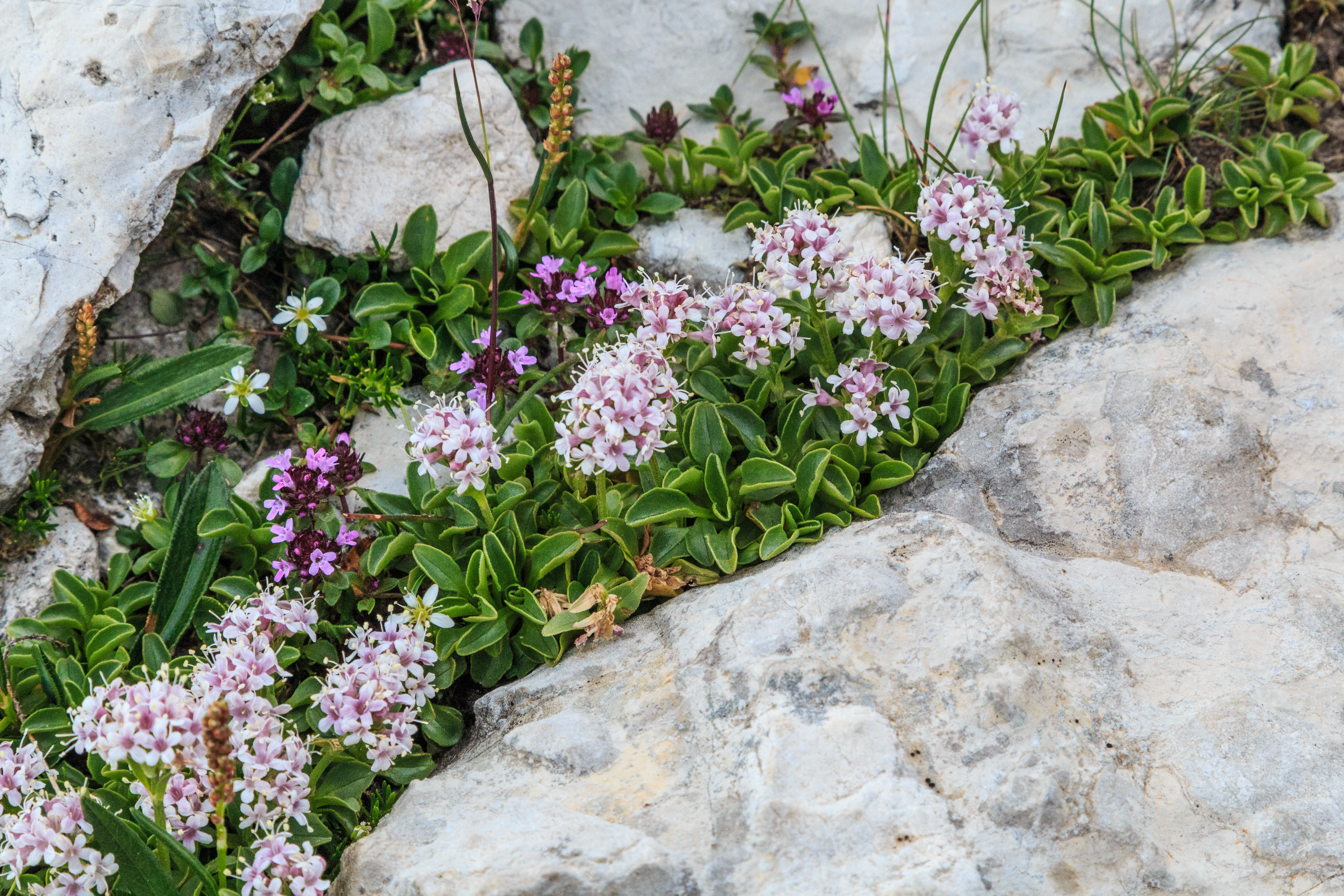
Valériane couchée dans les Dolomites
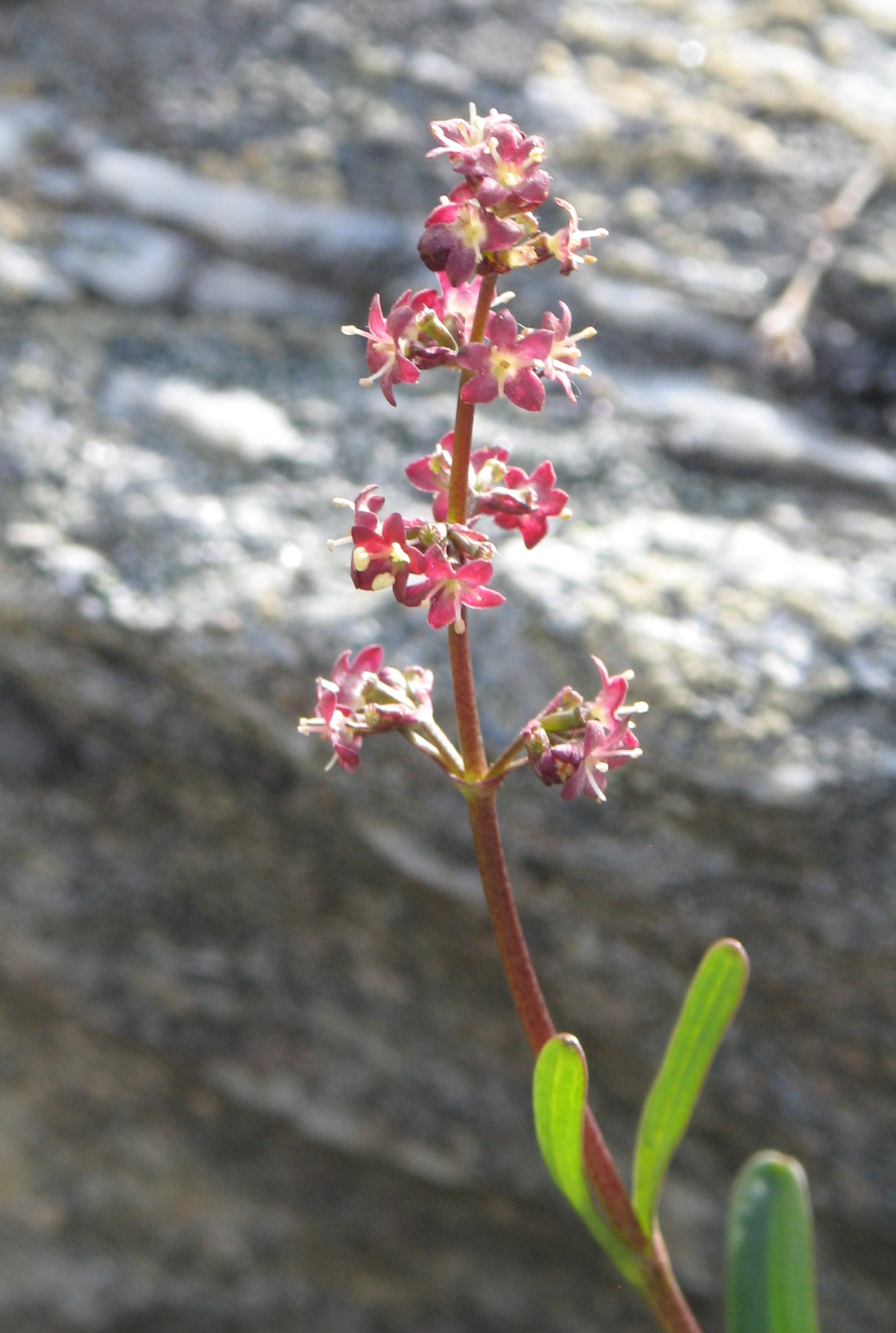
Valériane celte (Valais)
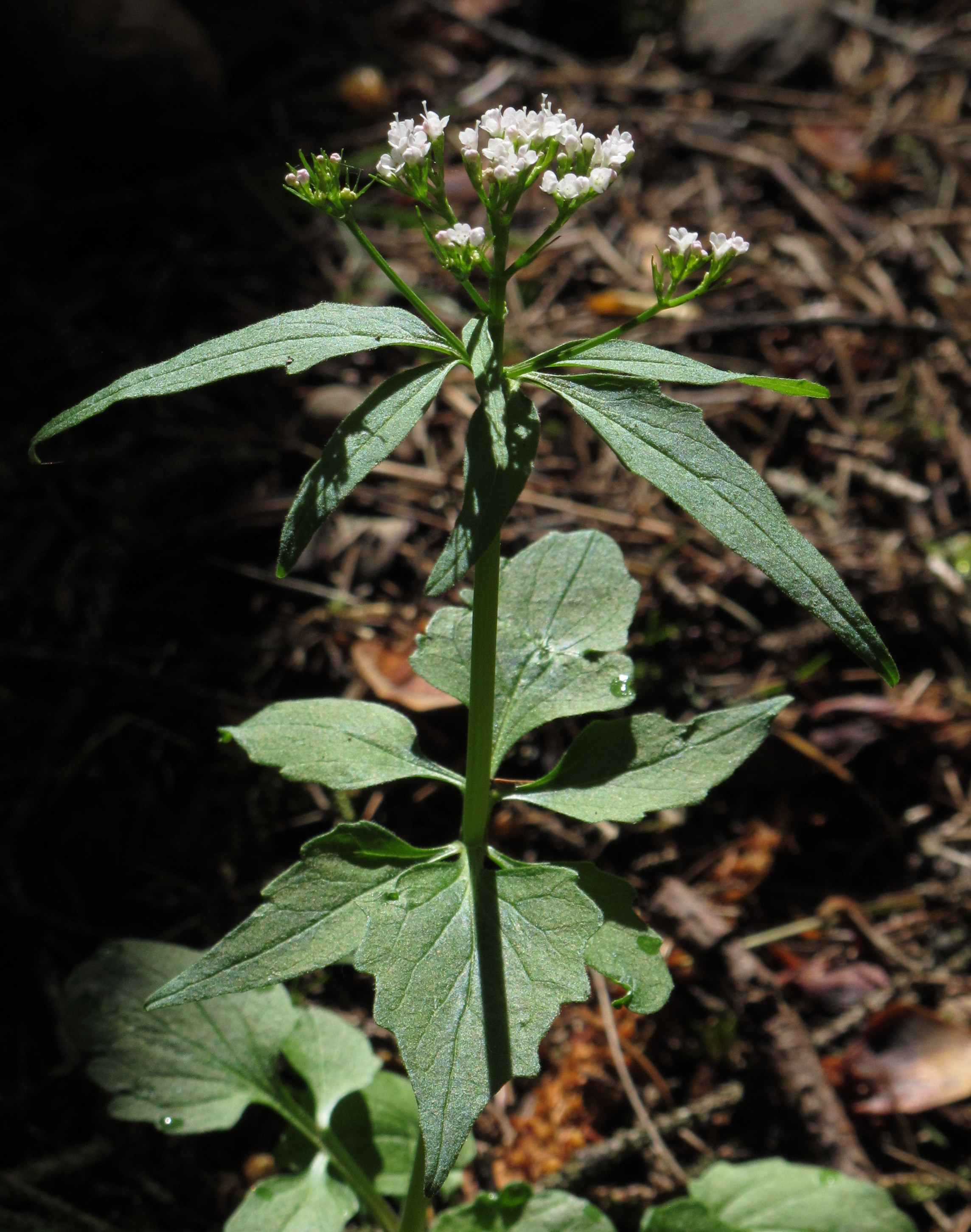
Valériane à trois folioles